# Sint-Pauwels
Sint-Pauwels és un antic municipi de Bèlgica a la província de Flandes Oriental regat pel Molenbeek, un afluent del Canal de Stekene. L'1 de gener del 1977 es va fusionar amb Sint-Gillis-Waas. El 2001 tenia 4359 habitants.
Es troba a una via Romana. L'any 1117 el barri de «Clapdorp» pertanyia a Kemzeke del qual es va separar el 1234, com a parròquia independent va triar Pau de Tars com a sant patró. Des de principis del segle xvii amb Kemzeke i Stekene va formar un tribunal o Vierschaar, excepte del 1551 al 1594 quan Stekene va ser una jurisdicció independent. Durant la revolta protestant, el 1646 els Frares Menors Observants expulsats d'Hulst es van establir a Sint-Pauwels, al barri que es diu avui Patershoek (racó dels monjos). El 1689 van tornar a Sint-Niklaas.

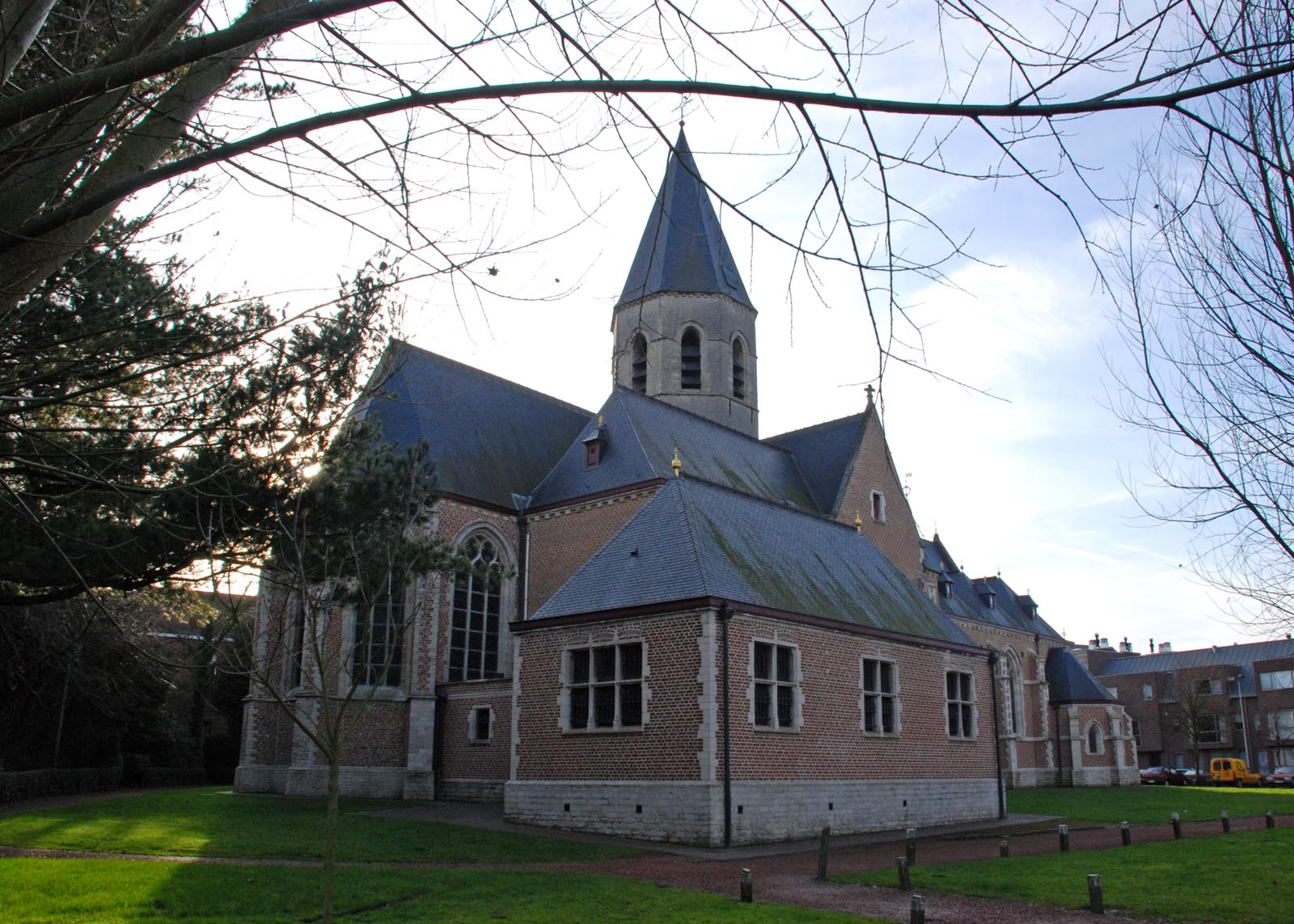
Església parroquial de Sant Pau

És un poble amb un carrer major i una típica plaça major triangular arbrada, amb una font pública de calcari blau. Té cases interessants dels segles xviii i xix.
Durant el seu exili a Bèlgica, el 130è President de la Generalitat de Catalunya Carles Puigdemont hi va residir a una casa del poble cedida per un empresari flamenc proper a l'alcalde d'Anvers, Bart de Wever.

## Llocs d'interès[4]
- Església de Pau de Tars
- La rectoria emmurallada
- Les masies disperses al pòlder «Hof ter Grouwesteen», «Hof ter Wallen», «Hof ter Vierschaar» i «Hof te Voorde»
- Molí «Rooman»